# Chimarocephala
Chimarocephala är ett släkte av insekter. Chimarocephala ingår i familjen gräshoppor.
Kladogram enligt Catalogue of Life:
| Chimarocephala | \| \| Chimarocephala elongata \| \| \| \| \| \| Chimarocephala pacifica \| \| \| \| |
|                | \| \| Chimarocephala elongata \| \| \| \| \| \| Chimarocephala pacifica \| \| \| \| |
|                | Chimarocephala elongata                                                             |
|                |                                                                                     |
|                | Chimarocephala pacifica                                                             |
|                |                                                                                     |